# Shinhan Financial Group
Shinhan Financial Group Co., Ltd. est la plus grande holding financière de la Corée du Sud en 2007. Sa filiale Shinhan Bank est la première banque du pays. Sa plus grande actionnaire est la BNP Paribas avec 8,5 % de participation.

## Histoire
Shinhan Bank et ses filiales étaient un acteur majeur des finances en Corée du Sud. Le 1er septembre 2001, le Shinhan Financial Group est fondé dans le cadre d'une holding. Shinhan Financial a fait son entrée au Korea Stock Exchange (2001) puis au New York Stock Exchange (2003).
En 2002, Shinhan prend possession de la Jeju Bank. Dans la même année, Shinhan Securities fusionne avec Good Morning Securities.
En 2003, Shinhan prend possession de la CHB Bank, qui fusionne finalement en 2006 avec Shinhan Bank.
En 2006, Shinhan rachète LG Card, qui fusionne avec Shinhan Card.